# Elizabeth Dupeyrón
Elizabeth Dupeyrón (14 de janeiro de 1953) é uma atriz mexicana.

## Filmografia

### Televisão
- La gata (2014)...Carolina Cantú
- Quiero amarte (2013-14)... Hilda
- La que no podía amar (2011) .... Elsa Villaseñor de Galvan (2011-2012)
- Mar de amor (2009) .... Mística (2009-2010)
- Cuidado con el ángel (2008) .... Luisa San Román de Maldonado (2008-2009)
- Mujer, casos de la vida real (2002)
- ¡Vivan los niños! (2002) .... Fabiola (2002-2003)
- Alma rebelde (1999) .... Pamela
- Gotita de amor (1998) .... Florencia
- Cañaveral de pasiones (1996) .... Socorro Carrasco
- Dos mujeres, un camino (1993) .... Amalia Núñez de Torres (1993-1994)
- Cenizas y diamantes (1990) .... Sor Fátima
- Dos vidas (1988) .... Sonia Palas
- Cicatrices del alma (1986) .... María José
- Déjame vivir (1982) .... Gilda Echarri
- Colorina (1980) .... Marcia Valdés
- Acompáñame (1978) .... Rita
- Rosalía (1978)
- Yo no pedí vivir (1977) .... Irene
- Mundo de juguete (1974) .... Silvia (1974-1977)
- El carruaje (1972) .... Manuela Juárez
- Tres vidas distintas (1968)
- María Isabel (1966)
- Alma de mi alma (1965)

### Cinema
- Amor letra por letra (2008) .... Carmelita
- Muerte de el federal de camiones (1987)
- Tierra sangrienta (1979)
- Erótica (1979)
- El federal de caminos (1975)
- De sangre chicana (1974)
- The Bridge in the Jungle (1971) .... Joaquina
- La maestra inolvidable (1969)
- The Wild Bunch (1969) .... Rocio
- Operación carambola (1968)
- Hasta el viento tiene miedo (1968) .... Josefina
- Los adolescentes (1968)
- The Bandits (1967)
- 'El rata' (1966)
- Torero por un día (1963)
- María Pistolas (1963)
- Tesoro de mentiras (1963) .... Martita Gonzalez
- El terrible gigante de las nieves (1963) .... Lita Méndez
- La edad de la inocencia (1962) .... Niña
- Locura de terror (1961)
- Yo pecador (1959)
- Nacida para amar (1959)
- Gutierritos (1959)
- El jinete solitario (1958)